# Francis Patrick Keough
Francis Patrick Keough (New Britain, 30 dicembre 1890 – Baltimora, 8 dicembre 1961) è stato un arcivescovo cattolico statunitense.

## Biografia
Francis Patrick Keough nacque a New Britain, nel Connecticut, il 30 dicembre 1890, figlio secondogenito di Patrick Keough, immigrato irlandese nativo di Sixmilebridge, e di Margaret Ryan. Suo padre Patrick, morì quando Francis aveva appena cinque anni ed assieme al fratello egli venne cresciuto dalla madre.
Francis frequentò la scuola parrocchiale di Santa Maria a New Britain, e intraprese la carriera ecclesiastica al seminario di san Tommaso di Hartford. Nel 1911, egli venne inviato al seminario di Saint Sulpice a Issy-les-Moulineaux, in Francia. I suoi studi vennero interrotti dalla prima guerra mondiale, ma concluse i suoi studi teologici al seminario di San Bernardo a Rochester (New York) e venne ordinato sacerdote a Hartford il 10 giugno 1916.
Egli venne inviato come parroco alla chiesa di Santa Rosa a Meriden, nel Connecticut, e successivamente divenne segretario privato del vescovo di Hartford John Joseph Nilan.
Il 22 maggio 1934 venne nominato vescovo di Providence e consacrato dal delegato apostolico, l'arcivescovo Amleto Giovanni Cicognani, consacrante con l'arcivescovo John Gregory Murray di Saint Paul e il vescovo James Edwin Cassidy di Fall River.
Il 29 novembre 1947 venne nominato arcivescovo di Baltimora, installandosi formalmente il 24 febbraio 1948.
Durante il suo episcopato costruì a Baltimora la cattedrale di Maria Nostra Signora, che venne completata nel 1959, e dove lo stesso Keough fu sepolto alla sua morte, nel 1961.

## Genealogia episcopale
La genealogia episcopale è:
- Cardinale Scipione Rebiba
- Cardinale Giulio Antonio Santori
- Cardinale Girolamo Bernerio, O.P.
- Arcivescovo Galeazzo Sanvitale
- Cardinale Ludovico Ludovisi
- Cardinale Luigi Caetani
- Cardinale Ulderico Carpegna
- Cardinale Paluzzo Paluzzi Altieri degli Albertoni
- Papa Benedetto XIII
- Papa Benedetto XIV
- Papa Clemente XIII
- Cardinale Marcantonio Colonna
- Cardinale Giacinto Sigismondo Gerdil, B.
- Cardinale Giulio Maria della Somaglia
- Cardinale Carlo Odescalchi, S.I.
- Cardinale Costantino Patrizi Naro
- Cardinale Lucido Maria Parocchi
- Papa Pio X
- Cardinale Gaetano De Lai
- Cardinale Raffaele Carlo Rossi, O.C.D.
- Cardinale Amleto Giovanni Cicognani
- Arcivescovo Francis Patrick Keough